# 格奧爾基多亞鄉 (穆列什縣)
46°28′0″N 24°30′0″E / 46.46667°N 24.50000°E
格奧爾基多亞鄉（羅馬尼亞語：Comuna Gheorghe Doja, Mureș），是羅馬尼亞的鄉份，位於該國中部，由穆列什縣負責管轄，面積37平方公里，海拔高度300米，2007年人口2,889，人口密度每平方公里77人。